# قمة جنيف (1985)
قمة جنيف عام 1985 (بالإنجليزية: 1985 Geneva Summit) بمثابة اجتماع لنهاية حقبة الحرب الباردة في جنيف. عقدت في 19 و 20 نوفمبر 1985 بين الرئيس الأمريكي رونالد ريغان والأمين العام السوفيتي ميخائيل جورباتشوف . التقى الزعيمان لأول مرة لإجراء محادثات حول العلاقات الدبلوماسية الدولية وسباق التسلح.

## الاستعداد للقمة

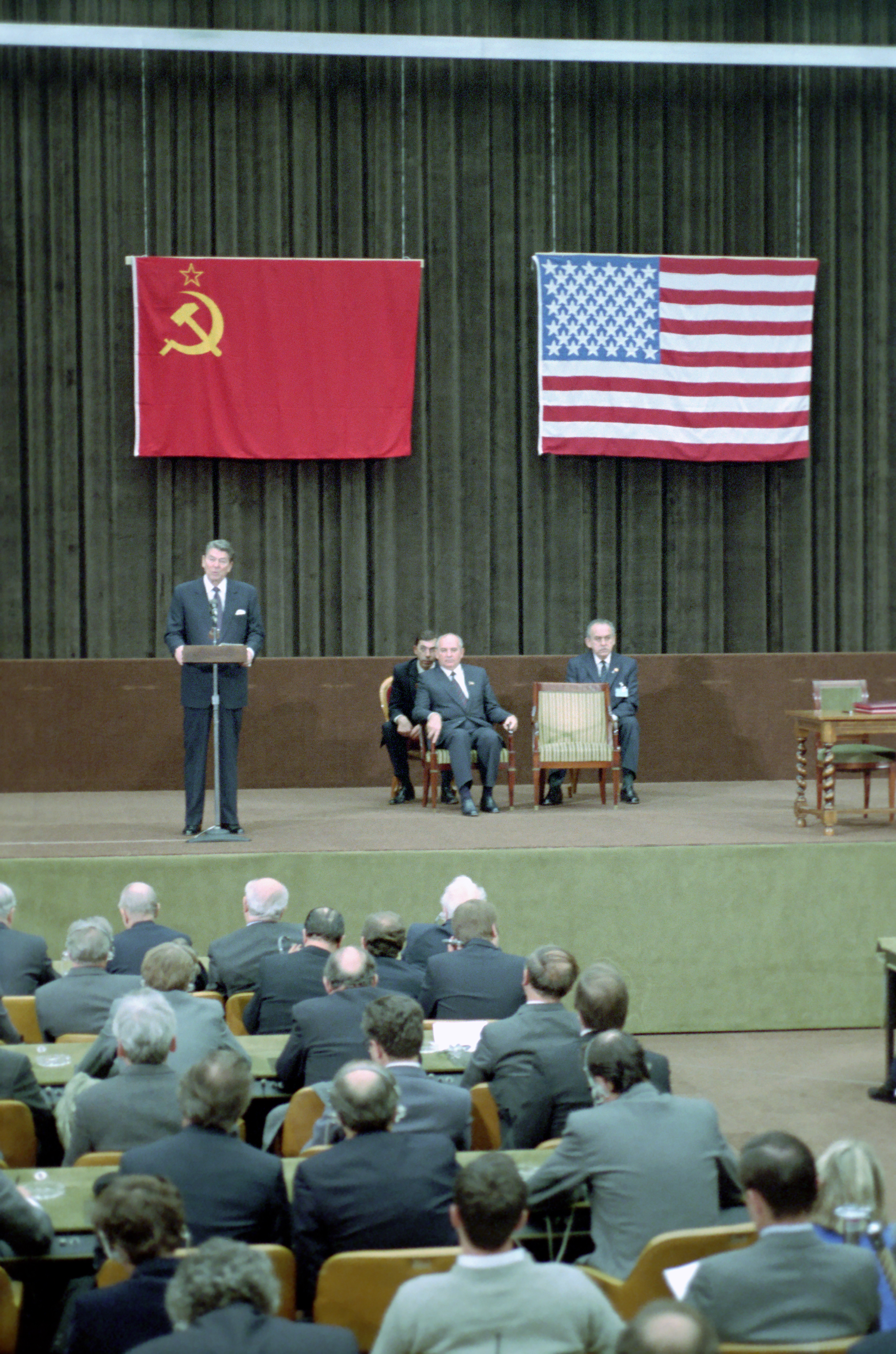
المؤتمر الصحفي الختامي لقمة جنيف في 21 نوفمبر 1985

كان كل من الاتحاد السوفيتي والولايات المتحدة يسعيان إلى خفض عدد الأسلحة النووية، حيث سعى السوفييت إلى خفض عدد القاذفات والصواريخ المجهزة بالطاقة النووية إلى النصف، ورغبة الولايات المتحدة في ضمان عدم حصول أي من الطرفين على ميزة الضربة الأولى، وحماية حقوق امتلاك أنظمة دفاعية.  كافح الدبلوماسيون للتوصل إلى النتائج المخطط لها مسبقًا، حيث رفض السوفييت الغالبية العظمى من البنود التي اقترحها المفاوضون الأمريكيون.  مع الموعد المقرر للاجتماع قبل أشهر، استغلت القوتان العظميان الفرصة لاتخاذ موقف وتداول مواقفهما في محكمة الرأي العام. أعلن روبرت ماكفارلين المستشار الأمني لريغان، أنهم يواجهون "مشكلة حقيقية في إقامة حوار" مع السوفييت، وأعلن عن أول اختبار للدفاع الصاروخي لمبادرة الدفاع الاستراتيجي . أعلن السوفييت وقفا أحادي الجانب للتجارب النووية تحت الأرض ودعوا الأمريكيين للانضمام إليهم، وهو طلب تم رفضه. 

## القمة

كانت مبادرة الدفاع الاستراتيجي للولايات المتحدة على رأس جدول أعمال غورباتشوف في قمة جنيف

في مرحلة ما خلال قمة جنيف عام 1985، أخذ الرئيس رونالد ريغان ورئيس الوزراء السوفيتي ميخائيل جورباتشوف استراحة من المفاوضات للتنزه. كان المترجمون الخاصون فقط حاضرين ولسنوات، ظلت تفاصيل ما تحدثوا عنه سرية عن كل من الجمهور الروسي والأمريكي. خلال مقابلة عام 2009 مع تشارلي روز ووزير خارجية ريغان جورج شولتز، كشف غورباتشوف أن ريغان سأله بصراحة عما إذا كان بإمكانهم تنحية خلافاتهم جانبًا في حالة غزو العالم من قبل الأجانب. 
تجاوز اجتماعهم الأول الحد الزمني بأكثر من نصف ساعة. سأل مساعد ريغان وزير الخارجية جورج شولتز عما إذا كان يجب عليه مقاطعة الاجتماع لإنهائه في الوقت المخصص له. أجاب شولتز: "إذا كنت تعتقد ذلك، فلا يجب أن تحصل على هذه الوظيفة".  في اليوم الأول، جادل ميخائيل جورباتشوف بأن الولايات المتحدة لا تثق بهم وأن الطبقة الحاكمة كانت تحاول إبقاء الناس مضطربين. رد رونالد ريغان قائلاً إن السوفييت كانوا يتصرفون بعدوانية وأشار إلى أن السوفييت كانوا مرتابين بشكل مفرط بشأن الولايات المتحدة (رفض السوفييت السماح للطائرات الأمريكية باستخدام المطارات السوفيتية في ألمانيا ما بعد الحرب العالمية الثانية). كسروا لتناول طعام الغداء ووعد ريغان جورباتشوف بأن تكون لديه فرصة للدحض. تحدثا في الخارج لمدة ساعتين حول مبادرة الدفاع الاستراتيجي، لكن كلاهما صمد. قبل جورباتشوف دعوة ريجان للولايات المتحدة في غضون عام، ودُعي ريجان لفعل الشيء نفسه في عام 1987. في اليوم الثاني، سعى ريغان وراء حقوق الإنسان، قائلاً إنه لا يريد أن يخبر غورباتشوف كيف يدير بلاده، لكن يجب عليه التخفيف من قيود الهجرة . ادعى جورباتشوف أن السوفييت كانوا مشابهين للولايات المتحدة واقتبس من بعض النسويات . بدأت الجلسة التالية بمناقشات حول سباق التسلح، ثم انتقلت إلى مبادرة الدفاع الاستراتيجي . واتفقوا على بيان مشترك. 

## المتابعة
عقد الزعيمان اجتماعات مماثلة على مدى السنوات القليلة المقبلة لمواصلة مناقشة الموضوعات. ثم عقد جورباتشوف اجتماعات قمة مع جورج إتش دبليو بوش بعد أن أصبح الأخير رئيسًا، بدءًا من قمة مالطا في عام 1989.

## البيانات الرئيسية المتعلقة بالقمة
| رقم | اسم الوثيقة |
| --- | --- |
| 1   | مقابلة أجراها رئيس الولايات المتحدة الأمريكية، رونالد ريغان، إلى صحيفة إزفستيا، نُشرت مع تخفيضات في 4 نوفمبر 1985 (عدد مساء موسكو) وفي 5 نوفمبر 1985 (إصدار وطني لاتحاد الجمهوريات الاشتراكية السوفياتية) |
| 2   | خطاب إلى الأمة الذي ألقاه رئيس الولايات المتحدة الأمريكية، رونالد ريغان، في اجتماع القمة السوفيتي والولايات المتحدة في جنيف في 14 تشرين الثاني / نوفمبر 1985                                             |
| 3   | بيان مشترك بين الولايات المتحدة والاتحاد السوفيتي صدر في جنيف في 21 نوفمبر 1985 |
| 4   | مؤتمر صحفي عقده الأمين العام للجنة المركزية للحزب الشيوعي للاتحاد السوفيتي، ميخائيل جورباتشوف، في جنيف في 21 نوفمبر 1985                                                                                 |
| 5   | خطاب ألقاه رئيس الولايات المتحدة الأمريكية، رونالد ريغان، قبل جلسة مشتركة للكونغرس عقب اجتماع القمة السوفياتية الأمريكية في جنيف في 21 تشرين الثاني / نوفمبر 1985                                        |
| 6   | خطاب إذاعي إلى الأمة ألقاه رئيس الولايات المتحدة الأمريكية، رونالد ريغان، في اجتماع القمة السوفيتية الأمريكية في جنيف في 23 نوفمبر 1985                                                                  |
| 7   | تقرير قدمه ميخائيل جورباتشوف، الأمين العام للجنة المركزية للحزب الشيوعي للاتحاد السوفيتي، في جلسة مجلس السوفيات الأعلى لاتحاد الجمهوريات الاشتراكية السوفياتية في 27 نوفمبر 1985                         |

## أنظر أيضا
- قائمة مؤتمرات القمة بين الاتحاد السوفيتي والولايات المتحدة (1943 إلى 1991)[الإنجليزية]
- قمة مالطا 1989
- قمة هلسنكي 1990

## الملاحظات
1. ↑  "Proposals bode well for Geneva Summit". The Milwaukee Sentinel. 2 نوفمبر 1985. مؤرشف من الأصل في 2023-02-28.
2. ↑  "Geneva summit could turn into bare-knuckles confrontation", Raymond Coffey, The Evening Independent, August 28, 1985 نسخة محفوظة 2021-12-14 على موقع واي باك مشين.
3. ↑  "The Evening Independent - Google News Archive Search". مؤرشف من الأصل في 2022-08-03.
4. ↑  "Reagan and Gorbachev Agreed to Pause the Cold War in Case of an Alien Invasion". Smithsonian Magazine. Smithsonian Institution. 25 نوفمبر 2015. مؤرشف من الأصل في 2023-02-13.
5. ↑  "A conversation with George Shultz". Charlie Rose. مؤرشف من الأصل في 2011-11-30. اطلع عليه بتاريخ 2011-11-19.
6. ↑  The Reagan Diaries, 11/19/85-11/20/85, pp. 369–371
7. ↑  William J. Eaton. "Soviets Publish Edited Interview With Reagan : Izvestia Cuts Harsher Criticism of Kremlin, Offers Point-by-Point Rebuttal of 'Distortion'". لوس أنجلوس تايمز (بالإنجليزية). Archived from the original on 2022-07-07., LA Times

## الروابط الخارجية
- إمكانيات قمة جنيف من الأرشيف الرقمي للشؤون الخارجية العميد بيتر كروغ نسخة محفوظة 15 ديسمبر 2012 على موقع واي باك مشين.
- مقابلة مع هنري كيسنجر حول القمة من الأرشيف الرقمي للشؤون الخارجية العميد بيتر كروغ نسخة محفوظة 15 ديسمبر 2012 على موقع واي باك مشين.